# Большелычакское сельское поселение
Большелыча́кское се́льское поселе́ние — муниципальное образование в составе Фроловского района Волгоградской области.
Административный центр — хутор Большой Лычак.
Глава Большелычакского сельского поселения — Симонов Юрий Григорьевич.

## Население
Численность населения ≈1,06 тыс. человек.

## Административное деление
Код ОКАТО — 18 256 808
Код ОКТМО — 18 656 408
На территории поселения находятся 3 хутора:
| Название      | ОКАТО          | Тип населённого пункта        | Население, тыс. чел |
| ------------- | -------------- | ----------------------------- | ------------------- |
| Большой Лычак | 18 256 808 001 | хутор, административный центр | 1,06                |
| Кудиновский   | 18 256 808 002 | хутор                         |                     |
| Перелазовский | 18 256 808 003 | хутор                         |                     |

## Власть
В соответствии с Законом Волгоградской области от 18 ноября 2005 г. N 1120-ОД «Об установлении наименований органов местного самоуправления в Волгоградской области», в Большелычакском сельском поселении установлена следующая система и наименования органов местного самоуправления:
- Совет депутатов Большелычакского сельского поселения (11 октября 2009 года избран второй созыв)
численность (первого созыва) — 10 депутатов[4]
Избирательная система — мажоритарная, один многомандатный избирательный округ.
- Глава Большелычакского сельского поселения — Симонов Юрий Григорьевич[2]
- Администрация Большелычакского сельского поселения